# 366
Évszázadok: 3. század – 4. század – 5. század
Évtizedek: 310-es évek – 320-as évek – 330-as évek – 340-es évek – 350-es évek – 360-as évek – 370-es évek – 380-as évek – 390-es évek – 400-as évek – 410-es évek
Évek: 361 – 362 – 363 – 364 –  365 – 366 – 367 – 368 – 369 – 370 – 371

## Események

### Római Birodalom
- Flavius Gratianust és Flavius Dagalaifust választják consulnak.
- Valens császár a thyatirai, majd a nacoleiai csatában legyőzi a lázadó Procopiust, akit ezt követően saját hívei megölnek.
- A Procopius megsegítésére későn érkező gótok Ermanaric király vezetése alatt Trákiát kezdik pusztítani, de Valens bekeríti és legyőzi őket.
- Valentinianus császár Dagalaifus consult küldi a Galliát pusztító alemannok ellen, aki azonban nem ér el sikereket. Őt a lovasság főparancsnoka, Iovinus váltja, aki három csatában is megveri a germánokat.
- Valens császár ismét engedélyezi Athanosziosz alexandriai pátriárkának hogy elfoglalja székét.
- Meghal Liberius pápa. Utódjául két pápát is választanak, I. Damasust és  Ursinicust.[1] A két párt többször is összecsap az utcákon, míg egy alkalommal a sicininusi bazilikában 137 embert meg nem gyilkolnak. A városi prefektusok ezután Galliába száműzik Ursinicust.

## Születések
- Valentinianus Galates, Valentinianus császár fia

## Halálozások
- szeptember 24. – Liberius pápa
- Procopius, római trónkövetelő
- Szent Marinus, keresztény szent

## Fordítás
- Ez a szócikk részben vagy egészben  a(z)   366 című angol Wikipédia-szócikk ezen változatának fordításán alapul.  Az eredeti cikk szerkesztőit annak laptörténete sorolja fel. Ez a jelzés csupán a megfogalmazás eredetét és a szerzői jogokat jelzi, nem szolgál a cikkben szereplő információk forrásmegjelöléseként.